# Долна Бела речка
До̀лна Бѐла рѐчка е село в Северозападна България, намира се в община Вършец, област Монтана.

## География
Село Долна Бела речка се намира в планински район.
Част от прилежащата ѝ територия попада в защитена територия Врачански Балкан на „Натура 2000“.
Водосборът на Бяла река, която се влива в Ботуня, преминаваща през селата Долна и Горна Бела речка, обхваща склоновете под върховете Добралин, Соколец, Червен камък.

## История
При избухването на Балканската война в 1912 година 2-ма души от Бела речка (Долна и Горна Бела речка) са доброволци в Македоно-одринското опълчение.
Има данни за две крепости  в района  на селото.

## Религия
Изключително еднородно вероизповедание – православно. Църквата, която е построена през 1863 г. се казва „Св. Димитър“.
В близост се намира Клисурски манастир.

## Природни забележителности

### Защитени
Част от прилежащата ѝ територия попада в защитена територия Врачански Балкан на „Натура 2000“. Природен парк „Врачански Балкан“ е обявен със Заповед 1449/21.12.1989 г. на Комитета по опазване на околната среда. В регистрите на IUCN (Международен съюз за защита на природата) паркът е отнесен към пета категория – защитени ландшафти и природни паркове, а резерват „Врачански карст“ – първа категория научни и природни резервати.

### Природен парк „Врачански Балкан“
Природен парк „Врачански Балкан“ обхваща по-голямата част от Врачанската планина и масива на Лакатнишките скали.
Врачанската планина заема междинно място между Предбалкана и Главната старопланинска верига и се издига южно от гр. Враца и Врачанското поле, с величествени скални склонове. На юг за граница служи дълбоко врязаният пролом на река Искър. За западна граница е приета Дружевската седловина. Планината има направление северозапад – югоизток. Дълга е около 30 km и широка 10 – 15 km. Нейният тясно обособен масив рязко я отличава от съседните планини.
Извиращите от планината реки Лева, Черна и Златица разчленяват планината на три дяла – Беглички (Югозападен), Стрешерски (Северозападен) и Базовски (Източен). Най-обширен е Бегличкият дял с най-висок връх – Бегличка могила (1481,7 m).
По-голямата част от територията на парка е покрита с карбонатни скали от триаски и юрски варовици, напукани по всички възможни посоки, характерен образец на карстификация, приличаща на каменно решето.
Повърхностните карстови форми като валози, въртопи, понори, обрасли в периферията си с огромни букови гори заемат обширни площи. Мощността на варовиците е около 1300 м. В границите на Природен парк „Врачански Балкан“ се намират едни от най-интересните пещери и пропасти – около 500. Пещерите са едни от природните чудеса на света, а уникалната им подземна красота е сътворявана в продължение на милиони години. Една от най-красивите в България – пещерата „Леденика“ е обявена за Природна забележителност и туристически обект с международно значение с площ около нея – така наречения Леденишки валог 102.5 ха и се намира на 16 км западно от гр. Враца. Оформена е в малмските варовици на Згориградската антиклинала и е характерна с изключително богати морфоложки форми и образувания. Пещерата впечатлява с големите си размери, а през зимата грабва посетителя с изящната си ледена украса, откъдето произлиза името ѝ. Поради уникалната акустика в Голямата зала се организират концерти.
На територията на Природен парк „Врачански Балкан“ са установени над 700 вида висши растения, което представлява близо 1/5 от флората на България, като 56 вида от тях са обявени за редки и защитени от изчезване, а 26 вида са защитени от Закона за защита на природата. Не по-малко интересна е и фауната на парка. Защитени от ЗЗП са 138 вида животни, като от тях 21 вида са вписани в Червената книга на България. Висока природозащитна стойност има безгръбначната фауна и дневните грабливи птици, между които – черен щъркел, египетски лешояд, скален орел, белоопашат мишелов и др.

## Редовни събития
- Празник на минералната вода – Вършец
- Национален преглед на Ученическите духови оркестри и мажоретни състави – Вършец
- „Пей, танцувай и на ‘Зелени дел’ се любувай“ – Заножене
- Лачени обувки (фестивал на детската песен и изкуства); BERKSTOCK (рок-фест) – Берковица
- GOATMILK – Горна Бела речка
- Поклонението на връх Околчица – Враца

Всяка година на 2 юни в района се провеждат национални тържества в чест на Христо Ботев и всички паднали за свободата на България. На 1 юни пристигат и участниците в националния туристически поход по стъпките на Ботевата чета по алеята от Козлодуйския бряг и се изгражда цял палатков лагер. Освен Ботевата алея има много други маркирани туристически маршрути. През лятото има редовен автобусен транспорт от Враца, а през останалите сезони – до село Челопек, откъдето са още 8 km. Околчица е връх във Врачанската планина, където се намира национален парк „Христо Ботев“ (на около 20 km югоизточно от Враца). На Околчица на 2 юни 1876 г. се разиграва последната битка на Ботевата чета. На връх Околчица през 1938 г. за увековечаване подвига на Христо Ботев и неговата чета е издигнат 35-метров паметник с опълченски кръст. Околчица е сред Стоте национални туристически обекта. Печат има в хижа „Околчица“, която се намира на около 300 m от паметника. Ако е затворено, печат на обекта има и в къщата музей „Баба Илийца“ в село Челопек.
- Дикоилиеви празници – Монтана

Целта на празниците е запазване богатите традиции на духовите оркестри в национален план. Популяризиране творчеството на самобитния композитор Дико Илиев и духовата музика. Празниците се провеждат на всеки две години в периода май – юни в дни, определени от Организационния комитет. Празниците нямат конкурсен характер. Д. Илиев е уникално явление в българската музикална култура. На 19 години написва първото си хоро за духов оркестър – известното „Искърско хоро“ (1917). Неговите прави хора за духов оркестър са придобили изключителна популярност и се възприемат като съвременни фолклорни образци на северняшките прави хора. Творчески особено плодотворен е периодът на съвместна работа с диригента на гарнизонния оркестър в Оряхово, чешкия капелмайстор Александър Вейнер (1931 – 41), когато Д. Илиев пише най-популярните си хора и маршове. Автор е още на: еленини, дайчови и самоковски хора, ръченици, коконяци; около 20 марша, китки и др.

## Кухня
Сушени пълнени чушки с боб. Тиквеник.

## Известни личности от Долна Бела речка
- Димитър Осинин (1891 – 1981), Димитър Осинин (псевдоним на Димитър Николов Попов) – български писател и поет, е роден на 10 февруари 1891 г. в с. Долна Бела речка, област Монтана. Завършва Духовна семинария в София през 1911 г. и славянска филология в СУ „Св. Климент Охридски“ през 1926 г. В периода 1911 – 1916 г. е учител в с. Горна Бела речка и в с. Бърдарски геран. По време на Първата световна война е офицер на южния фронт при Вардар и Дойран. През 1922 г. е учител в Бяла Слатина. През 1923 г. Д. Осинин взема участие в Септемврийския селски бунт, а след разгрома му емигрира в Югославия и Австрия. На следващата година се завръща в България. От 1926 до 1929 г. е преподавател в свещеническото училище на Гара Черепиш, след това работи като библиотекар във Варненската мъжка гимназия от 1929 до 1934 г. и в продължение на 10 години – като учител в Първа мъжка гимназия в София. След 9 септември 1944 г. е директор на културата и висшето образование в Министерството на науката и просветата в продължение на една година. Член е на Съюза на българските писатели и сътрудничи с периодичния печат и специализираните издания. Димитър Осинин е автор на стихотворения, пътеписи и очерци. Той събира, обработва и издава народни песни. Превежда от немски и руски език. Умира на 18 април 1981 г. в София.

- Никола Статков e роден на първи юни 1932 г. в село Долна Бяла речка, обл. Монтана. Завършил е гимназия в град Вършец и Юридически факултет в СУ „Св. Климент Охридски“. Работил е за кратко като съдия в столицата, четири години във в. „Вечерни новини“ и повече от трийсет години в Българска национална телевизия, продължително време като Главен редактор на кинопрограмата. Издал е сборниците c разкази: „Лъжата, че си живял“, „От Бога до дявола“, „Соленият вкус на кръвта“, „Всеки ден не е петък“, „Любовни разкази“, „Горчиви разкази“, както и романите: „Ден като нощ“, „Белег без рана“, „Отмъщението“ и „Стоте ключа“. Автор е на сценарии за игрални филми, сред които: „Господин за един ден“, „Темната кория“, „Юмруци в пръстта“, „Двамата“ и телевизионния сериал „Неочаквана ваканция“. Член е на съюза на българските писатели, на Съюза на българските филмови дейци, на Съюза на българските журналисти. Почетен гражданин на град Вършец. Носител е на орден „Св. св. Кирил и Методий“.

- Стефан Иванов – художник. Роден в бедно дванадесетчленно селско семейство. При една епидемия в родното му село Долна Бела Речка умират шест от братята и сестрите му. Тази скръб и нищетата през детството и младостта му оставят завинаги отпечатък на печал и песимизъм върху характера на бъдещия художник и предопределят неговата изострена чувствителност, както и избора на теми и художествени средства. Завършва средното си образование в Кюстендил, където се среща със заможна девойка, с която сключва брак. Нейният баща благосклонно поема следването му в Рисувалното училище в София, днес Национална художествена академия. През 1903 г. завършва там специалност живопис в класа в проф. Иван Мърквичка. Четири години по-късно сам започва да преподава в Рисувалното училище, като от 1914 г. е професор по живопис, а в периода 1929 – 1931 г. когато училището вече е преименувано на Художествена академия, е неин ректор. Негови ученици са Дечко Узунов, Георги Велчев, Никола Вълчев, Живка Пейчева. Стефан Иванов е носител на множество отличия, сред които:
  - 1920 – орден „Свети Александър“ – IV степен
  - 1921 – орден „За граждански заслуги“
  - 1950 – Димитровска награда
  - Орден „Кирил и Методий“ – I степен
  - През 1941 г. става първият художник, избран за академик на БАН. Званието „заслужил художник“ му е присъдено през 1950 г., а през 1951 г., посмъртно – и званието „народен художник“.